# 郑万通
郑万通（1941年5月4日—），天津人，中国共产黨、中华人民共和国政治人物，原副国级领导人。曾任第十一届全国政协副主席、党组成员。天津师范学院中文系毕业，大专学历。

## 生平
1960年8月加入中国共产党，1961年8月参加工作。2003年，任第十届全国政协秘书长。2008年，当选第十一届全国政协副主席，代表中国共产党，分入第一组。
2010年，任中国国际跨国公司促进会会长。
2021年，出席庆祝中国共产党成立100周年大会。